# Clive White
Clive White (Harrow, 1940. május 2. –) angol nemzetközi labdarúgó-játékvezető.

## Pályafutása

### Nemzeti játékvezetés
A játékvezetői vizsgát 1967-ben tette le. A küldési gyakorlat szerint rendszeres partbírói tevékenységet is végzett. 1973-ban lett az I. Liga partbírója/játékvezetője. A nemzeti játékvezetéstől 1982-ben etikátlan magatartás miatt visszavonult.

#### Nemzet kupamérkőzések
Vezetett kupadöntők száma: 1

##### FA-kupa
Az Angol Labdarúgó-szövetség JB-je szakmai munkájának elismeréseként megbízta a döntő és a megismételt döntő irányításával. 
| Időpont         | Helyszín                | Mérkőzés típusa   | Mérkőzés                                    | Eredmény | Nézők száma |
| --------------- | ----------------------- | ----------------- | ------------------------------------------- | -------- | ----------- |
| 1982. május 22. | Wembley Stadion, London | döntő             | Tottenham Hotspur FC–Queens Park Rangers FC | 1 – 1    | 100 000     |
| 1982. május 27. | Wembley Stadion, London | megismételt döntő | Tottenham Hotspur FC–Queens Park Rangers FC | 1 – 0    | 90 000      |

### Nemzetközi játékvezetés
Játékvezető Bizottsága (JB) terjesztette fel nemzetközi játékvezetőnek, a Nemzetközi Labdarúgó-szövetség (FIFA) 1978-tól tartotta nyilván bírói keretében. A FIFA JB központi nyelvei közül a angolt beszéli. Több nemzetek közötti válogatott és klubmérkőzést vezetett, vagy működő társának partbíróként segített. Az angol nemzetközi játékvezetők rangsorában, a világbajnokság-Európa-bajnokság sorrendjében többedmagával a 23. helyet foglalja el 3 találkozó szolgálatával. Az aktív nemzetközi játékvezetéstől 1982-ben búcsúzott. Válogatott mérkőzéseinek száma: 8.

#### Labdarúgó-világbajnokság
A világbajnoki döntőkhöz vezető úton Spanyolországba a XII., az 1982-es labdarúgó-világbajnokságra a FIFA JB játékvezetőként alkalmazta. A FIFA JB elvárása szerint, ha nem vezetett, akkor partbíróként tevékenykedett. Egy csoportmérkőzésen és a második kör egyik találkozóján 2. számú besorolást kapott. Világbajnokságon vezetett mérkőzéseinek száma: 1 + 2 (partbíró).

##### 1982-es labdarúgó-világbajnokság

###### Selejtező mérkőzés
| Időpont            | Helyszín                         | Mérkőzés típusa           | Mérkőzés                  | Eredmény | Nézők száma |
| ------------------ | -------------------------------- | ------------------------- | ------------------------- | -------- | ----------- |
| 1980. november 19. | Idrætsparken Stadion, Koppenhága | előselejtező (5. csoport) | Dánia–Luxemburg           | 4 – 0    | 10 500      |
| 1981. november 29. | Tehelné pole Stadion, Bratislava | előselejtező (3. csoport) | Csehszlovákia–Szovjetunió | 1 – 1    | 47 000      |

###### Világbajnoki mérkőzés
| Időpont          | Helyszín                              | Mérkőzés típusa              | Mérkőzés             | Eredmény | Nézők száma |
| ---------------- | ------------------------------------- | ---------------------------- | -------------------- | -------- | ----------- |
| 1982. június 22. | Manuel Martínez Valero Stadion, Elche | csoportmérkőzés (3. csoport) | Belgium–Magyarország | 1 – 1    | 23 000      |

## Külső hivatkozások
- Clive White. World Referee. [2018. július 4-i dátummal az eredetiből archiválva]. (Hozzáférés: 2015. március 22.)
- Clive White. footballzz.com. (Hozzáférés: 2015. március 22.)
- Clive White. scoreshelf.com. [2015. április 2-i dátummal az eredetiből archiválva]. (Hozzáférés: 2015. március 22.)
- Clive White. eu-football.info. (Hozzáférés: 2015. március 22.)
- Clive White. weltfussball.de. (Hozzáférés: 2015. március 22.)

| Elődje: Keith Hackett | FA-kupa döntő 1981–1982 | Utódja: Alf Grey |